# Вајлер (Улмен)
Вајлер (њем. Weiler) општина је у њемачкој савезној држави Рајна-Палатинат. Једно је од 92 општинска средишта округа Кохем-Цел. Према процјени из 2010. у општини је живјело 315 становника. Посједује регионалну шифру (AGS) 7135089.

## Географски и демографски подаци
Вајлер се налази у савезној држави Рајна-Палатинат у округу Кохем-Цел. Општина се налази на надморској висини од 390 метара. Површина општине износи 7,3 km². У самом мјесту је, према процјени из 2010. године, живјело 315 становника. Просјечна густина становништва износи 43 становника/km².